# Hypobathrum lithophilum
Hypobathrum lithophilum är en måreväxtart som beskrevs av Mulyan. och Colin Ernest Ridsdale. Hypobathrum lithophilum ingår i släktet Hypobathrum och familjen måreväxter. Inga underarter finns listade i Catalogue of Life.